# مهمت اوسلو
مهمت اوسلو (انگلیسی: Mehmet Uslu؛ زادهٔ ۲۵ فوریهٔ ۱۹۸۸) بازیکن فوتبال اهل ترکیه است.
از باشگاه‌هایی که در آن بازی کرده‌است می‌توان به باشگاه فوتبال کارتال‌اسپور، باشگاه فوتبال قونیه‌اسپور، و باشگاه ورزشی ساکاریاسپور اشاره کرد.
وی همچنین در تیم‌های ملی فوتبال جوانان ترکیه، Turkey national under-17 football team، و Turkey national under-19 football team بازی کرده‌است.